# 托马斯·格罗夫纳
托马斯·格罗夫纳陆军元帅（英语：Thomas Grosvenor，1764年5月30日—1851年1月20日）是一名英国陆军军官。在戈登叛乱期间执行保卫英格兰银行的任务后，他参加了佛兰德斯战役。在哥本哈根战役期间，格罗夫纳担任旅长，此后随军被部署到荷兰的瓦尔赫伦岛，在灾难性的瓦尔赫伦岛战役期间，他担任一个步兵师的副师长。

## 军旅生涯

### 早年
托马斯·格罗夫纳是老托马斯·格罗夫纳（Thomas Grosvenor，1734–1795）和狄波拉·格罗夫纳（Deborah Grosvenor）的第三个儿子。最初，格罗夫纳在西敏公学接受教育，后于1779年10月1日加入第一近卫步兵团。
1780年戈登叛乱期间，他负责英格兰银行的安全工作。1784年4月20日，格罗夫纳晋升上尉。后于1793年4月25日晋升中校。在此期间，他参加了法兰德斯战役，包括在法国大革命战争期间于1795年春季的撤退行动。

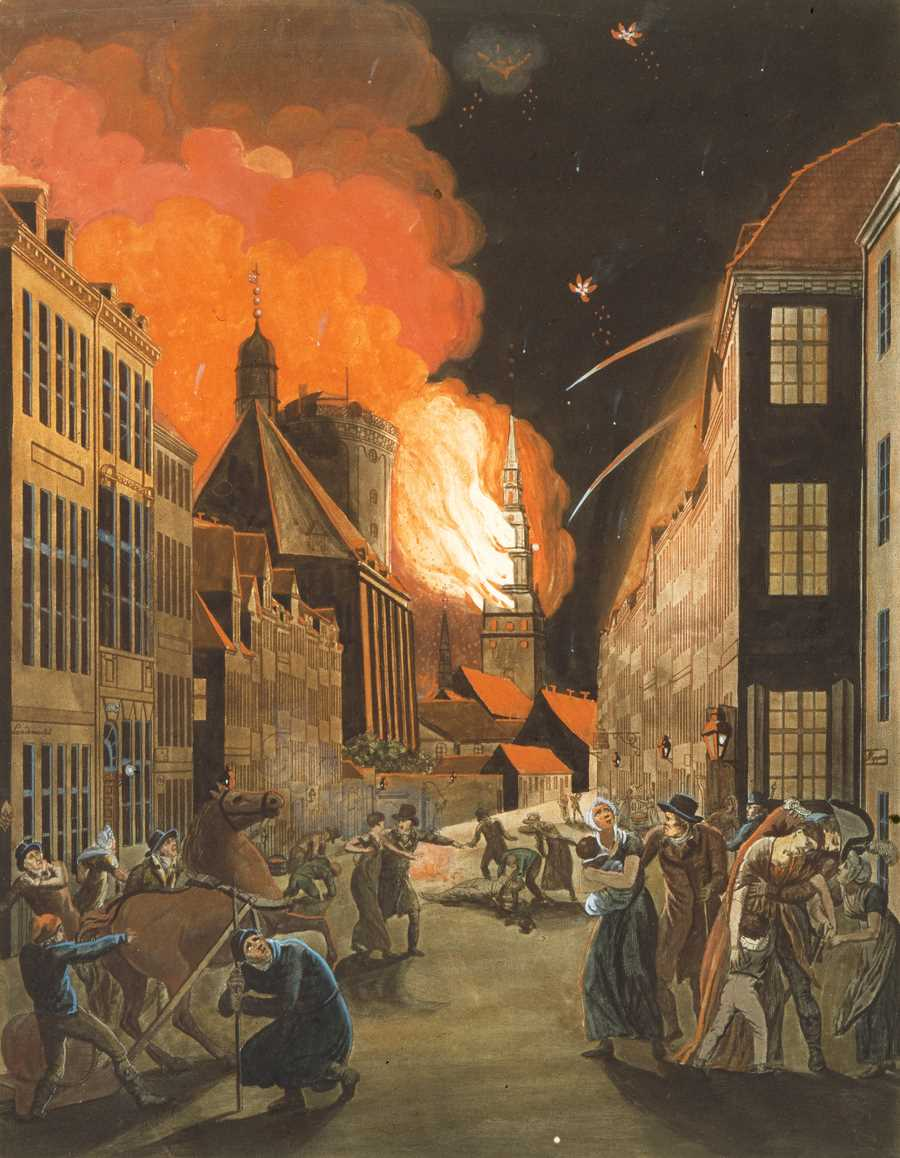
哥本哈根战役后城市陷入火海

1795年，格罗夫纳接替他的父亲成为切斯特的国会议员，属辉格党。
格罗夫纳于1799年8月参加了英俄对荷兰的入侵，并于1800年11月18日在荷兰的拉尔夫·阿伯克龙比军中晋升准将。1802年，在英国议会中提出抵制斗牛法案时，格罗夫纳持反对态度。
1802年4月29日，格罗夫纳晋升少将。在1803年至1805年期间，他在英格兰南部指挥多个步兵旅。军旅生涯之外，他对赛马有着浓厚的兴趣，他的爱马于1807年6月赢得了叶森橡树大赛。

### 瓦尔赫伦战役
格罗夫纳在1807年8月的哥本哈根战役中指挥一个步兵旅，为此他于1808年4月25日晋升中将。然而，在1809年秋天，他被部署到荷兰的瓦尔赫伦，在灾难性的瓦尔赫伦岛战役中，他担任艾尔·库特麾下步兵师的副师长，这场战役最终以失败告终，因为许多英国士兵死于疟疾。
1810年1月，格罗夫纳在议会发表讲话，支持波切斯特勋爵对瓦尔赫伦战役进行的调查，格罗夫纳本人则与这次远征有着密切的联系。

### 晚年生涯
1819年8月12日，格罗夫纳晋升上将。1820年，卡托街阴谋爆发时，他的马车被暴徒推入迪河，但格罗夫纳得以侥幸逃脱。大约在同一时间，他开始在劳顿租下一处宅邸。1826年，他辞去了切斯特的国会议员席位，为堂兄的儿子罗伯特·格罗夫纳让位，自己则转而成为斯托克布里奇的议员。
除正式军职外，格罗夫纳还在1807年担任第97步兵团的名誉团长，后从1814年起担任第65（约克郡）步兵团的名誉团长直至他去世。格罗夫纳于1846年11月9日晋升为陆军元帅。1851年6月20日，他在位于伦敦列治文山的家中去世。

## 家庭
1797年，格罗夫纳与伊丽莎白·希思科特（Elizabeth Heathcote，第三代从男爵吉尔伯特·希思科特爵士的女儿）结婚；在他的第一任妻子去世后，他于1831年与安妮·威尔布拉厄姆（Anne Wilbraham）结婚。两段婚姻中，格罗夫纳都没有孩子。